# Піфон (міфологія)
Піфо́н, від дав.-гр. Πύθω, що значить гноїти – у давньогрецькій міфології – це дракон, який охороняв вхід до місця віщування Дельфійського оракула до заняття його Аполлоном і вважався сином Геї. За іншою версією сам Піфон давав пророцтва ще до Аполлона.
Дев'ятьма кільцями Піфон обвив понад хмари гору Парнас, або сім разів обгорнув Дельфи. Вбиваючи його (на зображенні), Аполлон випустив, за різними версіями, 100 або 1000 стріл . Після вбивства чудовиська Аполлон очистився у водах Пенея в Темпейській долині, куди на свято відправляли священне посольство, щоб нарубати гілок лавра. Аполлон поклав кістки Піфона в триніжок і встановив Піфійські ігри.
Коли дракон зогнив (піфестай), місту дали назву Пітон. За іншими розповідями, він зогнив в області Локрі, тому Локрі звуть пахучими.
За вбивство Гея хотіла скинути Аполлона в Тартар . Для спокутування Аполлон мусив 8 років залишатися у вигнанні для умилостивлення гніву Геї. Це згадувалося в Дельфах різними священними обрядами і процесіями.
На кожен дев'ятий рік в Дельфах відзначали свято Септерій. Нащадками Піфона були змії, що жили в священному гаю Аполлона в Епірі.
Самі Дельфи називаються в Іліаді Піфо; навпаки, Пітон називається іноді Дельфін (або Дельфіном). Таке ім'я носить дракон в Дельфах, убитий Аполлоном, у Аполлонія Родоського і Нонна. Він став сузір'ям.
За Меандром і Каллімахом, в Дельфах жила дракониця на ймення Дельфіна.
За евгемерістичною версією, Пітон - син Крія, царя Евбеї, розбійник, що грабував святилище бога. Збирався піти походом на Дельфи. Пророчиця Фемоноя передрекла, що Аполлон вразить його стрілою. За тлумачення Ефори, це чоловік, якого звали Драконом, а його хатину спали дельфійці. За тлумаченням Антипатра з Тарсу, міф розповідає про те, що сонячні промені знищили шкідливі випаровування у вогкій місцевості.